# Faza grupelor UEFA Europa League 2011-2012
:Articol principal:UEFA Europa League 2011–2012

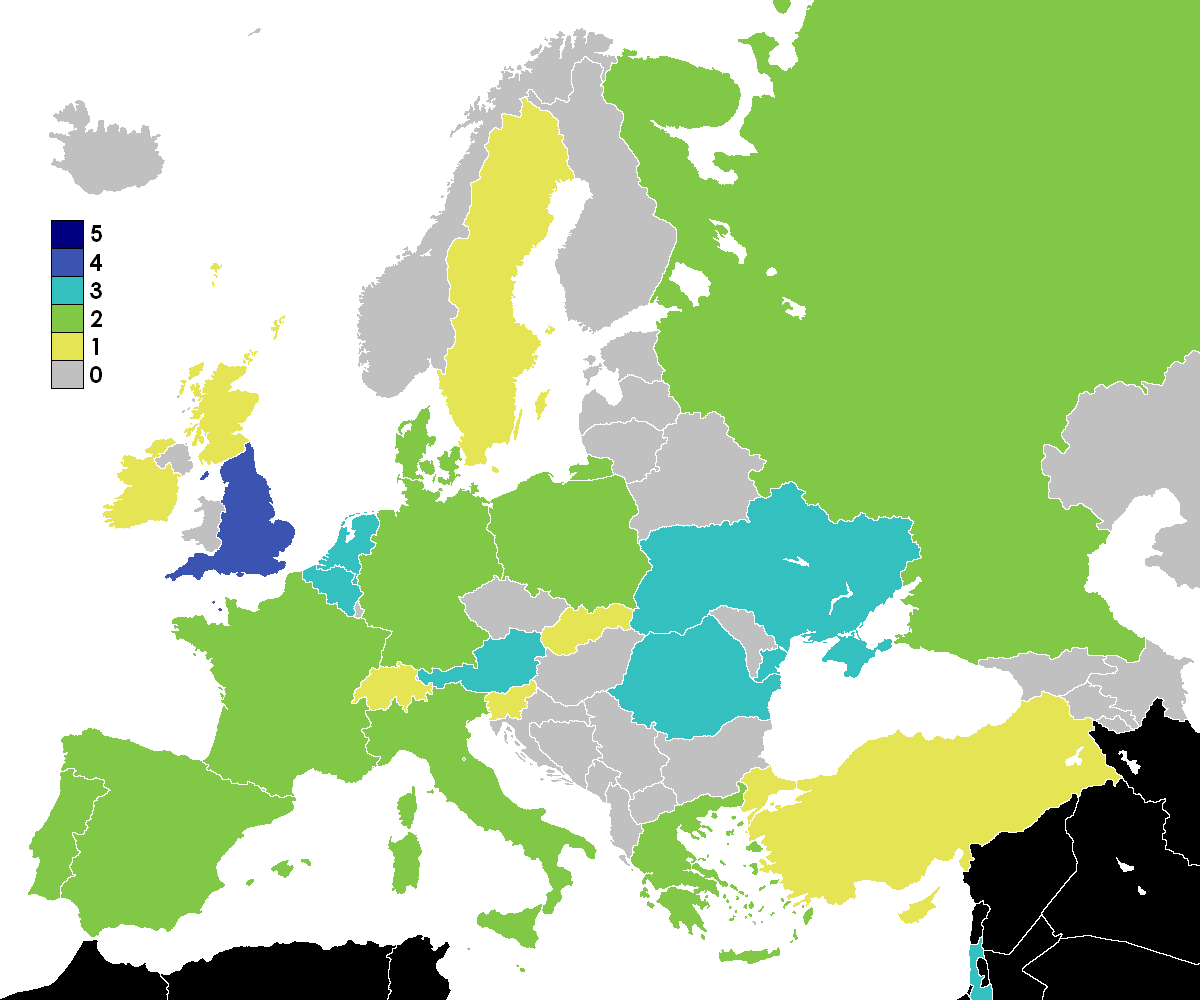
Numărul de echipe pe ţară

Acest articol conține detalii despre Faza grupelor UEFA Europa League 2011-2012.
La faza grupelor au luat parte 48 de cluburi: cele 38 de câștigătoare ale rundei playoff și cele 10 învinse din playofful Ligii Campionilor. Echipele au fost repartizate în 12 grupe de patru și au jucat în sistem tur-retur. Etapele s-au diputat pe 15 septembrie, 29 septembrie, 20 octombrie, 3 noiembrie, 30 noiembrie–1 decembrie și 14–15 decembrie 2011.
Echpele de pe locurile 1 și 2 s-au calificat în șaisprezecimi, unde vor participa și cele 8 cluburi ce au terminat pe locul 3 în grupele din Liga Campionilor.

## Tragerea la sorți
Tragerea la sorți a avut loc în Monaco la 26 august 2011 la ora 13:00 CEST (UTC+02:00).
Echipele au fost distribuite în patru urne valorice în funcție de coeficientul de club UEFA. În Urna 1 erau echipe clasate pe pozițiile 18–49, Urna 2 conținea echipe de pe 51–85, Urna 3 conținea echipele poziționate pe 89–154, iar Urna 4 conținea echipe de pe locurile 155–302 și echipe neclasate.
| Legendă                         |
| ------------------------------- |
| Calificate pentru șaisprezecimi |

| Urna 1              | Urna 1 |
| Echipa              | Coef   |
| ------------------- | ------ |
| Tottenham Hotspur   | 78.157 |
| PSV Eindhoven       | 74.025 |
| Atlético Madrid     | 70.465 |
| Sporting CP         | 68.319 |
| Braga               | 62.319 |
| Schalke 04          | 61.887 |
| Dynamo Kiev         | 60.776 |
| Paris Saint-Germain | 51.735 |
| Copenhaga CL        | 51.110 |
| AZ                  | 43.025 |
| Anderlecht          | 42.400 |
| Twente CL           | 41.025 |

| Urna 2           | Urna 2 |
| Echipa           | Coef   |
| ---------------- | ------ |
| Fulham           | 40.157 |
| Beșiktaș         | 37.010 |
| Hapoel Tel Aviv  | 36.400 |
| Metalist Kharkiv | 34.276 |
| Standard Liège   | 32.400 |
| Rubin Kazan CL   | 31.941 |
| Club Brugge      | 31.400 |
| AEK Atena        | 30.833 |
| Steaua București | 29.164 |
| Udinese CL       | 27.110 |
| Athletic Bilbao  | 24.465 |
| Lazio            | 23.110 |

| Urna 3            | Urna 3 |
| Echipa            | Coef   |
| ----------------- | ------ |
| Red Bull Salzburg | 22.140 |
| Maccabi Haifa CL  | 21.400 |
| Zürich CL         | 18.980 |
| Odense CL         | 18.610 |
| Lokomotiv Moscova | 18.441 |
| PAOK              | 17.333 |
| Birmingham City   | 17.157 |
| Stoke City        | 17.157 |
| Rennes            | 16.735 |
| Austria Wien      | 16.640 |
| Rapid București   | 16.164 |
| Hannover 96       | 13.887 |

| Urna 4            | Urna 4 |
| Echipa            | Coef   |
| ----------------- | ------ |
| Vorskla Poltava   | 10.276 |
| Wisła Cracovia CL | 10.183 |
| Vaslui            | 10.164 |
| Celtic            | 9.480  |
| Sturm Graz CL     | 8.640  |
| Maccabi Tel Aviv  | 5.900  |
| Slovan Bratislava | 5.899  |
| Legia Varșovia    | 5.183  |
| Maribor           | 4.224  |
| AEK Larnaca       | 3.624  |
| Malmö FF CL       | 2.825  |
| Shamrock Rovers   | 2.741  |

CL Echipele învinse în playoff-ul Ligii Campionilor
† Celtic a înaintat o plângere cu privire la eligibilitatea unor jucători ai FC Sion, aceștia participând la meciurile din playoff câștigate de Sion cu 3–1 la general (tur: 0–0; retur: 3–1). Comisia de Control și Disciplină a UEFA a dat dreptate clubului scoțian, acordând clubului Celtic victoria cu 3–0 la masa verde în ambele meciuri, ca urmare a acestei decizii Celtic s-a calificat pentru faza grupelor.
Pentru tragerea la sorți a grupelor, echipele din aceeași federație nu puteau să facă parte din aceeași grupă. De asemenea tragerea a fost controlată pentru echipele din aceeași federație pentru a putea asigura o mai bună acoperire media. De exemplu: dacă existau două echipe din aceeași federație, fiecare era distribuită într-un set diferit de grupe (A–F, G–L); dacă existau patru echipe din aceeași federație, fiecare era distribuită într-un set diferit de grupe (A–C, D–F, G–I, J–L).
Data de diputare a meciurilor a fost stabilită după tragerea la sorți. În primele patru etape meciurile s-au diputat numai joi, șase grupe jucau la 19:00 CET/CEST, iar celelalte șase la 21:05 CET/CEST, cele doă serii de grupe (A–F, G–L) alternând orele. În ultimele două etape meciurile s-au jucat miercurea și joia. Au fost și alte restricții referitoare la echipele din același oraș, precum și restricții referitoare la echipele din Rusia care nu pot jca ultimul meci acasă datorită vremii reci.

## Criteriile de departajare
Dacă două sau mai multe echipe au același număr de puncte se vor aplica aceste criterii de departajare pentru a stabili clasamentul:
1. numărul mai mare de puncte obținute în meciurile directe dintre echipe;
2. golaverajul mai bun în meciurile directe dintre echipe;
3. numărul mai mare de goluri marcate în meciurile directe dintre echipe;
4. numărul mai mare de goluri marcate în deplasare în meciurile directe dintre echipe;;
5. Dacă după aplicarea criteriilor 1-4 două echipe se află la egalitate se vor reaplica criteriile 1-4 pentru a determina clasarea acestor două echipe;
6. golaverajul mai bun în toate meciurile din grupă;
7. numărul mai mare de goluri marcate;
8. coeficientul mai bun, precum și coeficientul federației de care aparține clubul.

## Grupele
| Legendă                                              |
| ---------------------------------------------------- |
| Locurile 1 și 2 s-au calificat pentru șaisprezecimi. |

Orele meciurilor disputate până pe 29 octombrie 2011 sunt CEST (UTC+02:00), după această dată orele sunt CET (UTC+01:00).

### Grupa A
| Echipa            | M | V | E | Î | GM | GP | G   | Pct |
| ----------------- | - | - | - | - | -- | -- | --- | --- |
| PAOK              | 6 | 3 | 3 | 0 | 10 | 6  | +4  | 12  |
| Rubin Kazan       | 6 | 3 | 2 | 1 | 11 | 5  | +6  | 11  |
| Tottenham Hotspur | 6 | 3 | 1 | 2 | 9  | 4  | +5  | 10  |
| Shamrock Rovers   | 6 | 0 | 0 | 6 | 4  | 19 | −15 | 0   |

| PAOK | 0 – 0   | Tottenham Hotspur |
| ---- | ------- | ----------------- |
|      | Cronica |                   |

| Shamrock Rovers | 0 – 3   | Rubin Kazan                       |
| --------------- | ------- | --------------------------------- |
|                 | Cronica | Martins 3' Noboa 50' Gökdeniz 60' |

| Rubin Kazan            | 2 – 2   | PAOK                         |
| ---------------------- | ------- | ---------------------------- |
| Natkho 52' Dyadyun 66' | Cronica | Athanasiadis 23' Fotakis 81' |

| Tottenham Hotspur                      | 3 – 1   | Shamrock Rovers |
| -------------------------------------- | ------- | --------------- |
| Pavlyuchenko 60' Defoe 62' Giovani 66' | Cronica | Rice 50'        |

| Tottenham Hotspur | 1 – 0   | Rubin Kazan |
| ----------------- | ------- | ----------- |
| Pavlyuchenko 33'  | Cronica |             |

| PAOK                    | 2 – 1   | Shamrock Rovers |
| ----------------------- | ------- | --------------- |
| Lazăr 12' Vieirinha 63' | Cronica | Sheppard 48'    |

| Rubin Kazan | 1 – 0   | Tottenham Hotspur |
| ----------- | ------- | ----------------- |
| Natkho 55'  | Cronica |                   |

| Shamrock Rovers | 1 – 3   | PAOK                           |
| --------------- | ------- | ------------------------------ |
| Dennehy 51'     | Cronica | Salpigidis 7', 38' Fotakis 36' |

| Rubin Kazan                            | 4 – 1   | Shamrock Rovers |
| -------------------------------------- | ------- | --------------- |
| Valdez 10', 51' Natkho 36' Martins 62' | Cronica | Oman 12'        |

| Tottenham Hotspur | 1 – 2   | PAOK                           |
| ----------------- | ------- | ------------------------------ |
| Modrić 38' (pen.) | Cronica | Salpigidis 6' Athanasiadis 14' |

| PAOK                 | 1 – 1   | Rubin Kazan |
| -------------------- | ------- | ----------- |
| Vieirinha 16' (pen.) | Cronica | Valdez 48'  |

| Shamrock Rovers | 0 – 4   | Tottenham Hotspur                             |
| --------------- | ------- | --------------------------------------------- |
|                 | Cronica | Pienaar 29' Townsend 38' Defoe 45' Kane 90+1' |

### Grupa B
| Echipa          | M | V | E | Î | GM | GP | G  | Pct |
| --------------- | - | - | - | - | -- | -- | -- | --- |
| Standard Liège  | 6 | 4 | 2 | 0 | 9  | 1  | +8 | 14  |
| Hannover 96     | 6 | 3 | 2 | 1 | 9  | 7  | +2 | 11  |
| Copenhaga       | 6 | 1 | 2 | 3 | 5  | 9  | −4 | 5   |
| Vorskla Poltava | 6 | 0 | 2 | 4 | 4  | 10 | −6 | 2   |

| Hannover 96 | 0 – 0   | Standard Liège |
| ----------- | ------- | -------------- |
|             | Cronica |                |

| Copenhaga             | 1 – 0   | Vorskla Poltava |
| --------------------- | ------- | --------------- |
| Nordstrand 54' (pen.) | Cronica |                 |

| Vorskla Poltava | 1 – 2   | Hannover 96               |
| --------------- | ------- | ------------------------- |
| Kurylov 50'     | Cronica | Abdellaoue 32' Pander 44' |

| Standard Liège                 | 3 – 0   | Copenhaga |
| ------------------------------ | ------- | --------- |
| Seijas 57' Felipe 72' Kanu 79' | Cronica |           |

| Standard Liège | 0 – 0   | Vorskla Poltava |
| -------------- | ------- | --------------- |
|                | Cronica |                 |

| Hannover 96          | 2 – 2   | Copenhaga             |
| -------------------- | ------- | --------------------- |
| Pander 29' Pinto 82' | Cronica | N'Doye 68' Santin 89' |

| Vorskla Poltava | 1 – 3   | Standard Liège                   |
| --------------- | ------- | -------------------------------- |
| Kurylov 5'      | Cronica | Seijas 17' Kanu 45+4' Tchité 74' |

| Copenhaga  | 1 – 2   | Hannover 96                |
| ---------- | ------- | -------------------------- |
| N'Doye 67' | Cronica | Schlaudraff 71' Stindl 74' |

| Standard Liège        | 2 – 0   | Hannover 96 |
| --------------------- | ------- | ----------- |
| Tchité 26' Cyriac 59' | Cronica |             |

| Vorskla Poltava   | 1 – 1   | Copenhaga  |
| ----------------- | ------- | ---------- |
| N'Doye 31' (o.g.) | Cronica | N'Doye 37' |

| Hannover 96                         | 3 – 1   | Vorskla Poltava    |
| ----------------------------------- | ------- | ------------------ |
| Rausch 25' Konan Ya 33' Sobiech 78' | Cronica | Bezus 45+1' (pen.) |

| Copenhaga | 0 – 1   | Standard Liège |
| --------- | ------- | -------------- |
|           | Cronica | Batshuayi 31'  |

### Grupa C
| Echipa          | M | V | E | Î | GM | GP | G  | Pct |
| --------------- | - | - | - | - | -- | -- | -- | --- |
| PSV Eindhoven   | 6 | 5 | 1 | 0 | 13 | 5  | +8 | 16  |
| Legia Varșovia  | 6 | 3 | 0 | 3 | 7  | 9  | −2 | 9   |
| Hapoel Tel Aviv | 6 | 2 | 1 | 3 | 10 | 9  | +1 | 7   |
| Rapid București | 6 | 1 | 0 | 5 | 5  | 12 | −7 | 3   |

| Hapoel Tel Aviv | 0 – 1   | Rapid București |
| --------------- | ------- | --------------- |
|                 | Cronica | Herea 55'       |

| PSV Eindhoven | 1 – 0   | Legia Varșovia |
| ------------- | ------- | -------------- |
| Mertens 21'   | Cronica |                |

| Legia Varșovia                                | 3 – 2   | Hapoel Tel Aviv    |
| --------------------------------------------- | ------- | ------------------ |
| Ljuboja 67' Komorowski 72' (pen.) Radović 89' | Cronica | Tamuz 34' Lala 79' |

| Rapid București | 1 – 3   | PSV Eindhoven                       |
| --------------- | ------- | ----------------------------------- |
| Alexa 28'       | Cronica | Bouma 43' Toivonen 89' Matavž 90+2' |

| Rapid București | 0 – 1   | Legia Varșovia |
| --------------- | ------- | -------------- |
|                 | Cronica | Radović 73'    |

| Hapoel Tel Aviv | 0 – 1   | PSV Eindhoven        |
| --------------- | ------- | -------------------- |
|                 | Cronica | Wijnaldum 70' (pen.) |

| Legia Varșovia                    | 3 – 1   | Rapid București |
| --------------------------------- | ------- | --------------- |
| Radović 53', 69' Kucharczyk 90+3' | Cronica | Teixeira 65'    |

| PSV Eindhoven                            | 3 – 3   | Hapoel Tel Aviv           |
| ---------------------------------------- | ------- | ------------------------- |
| Wijnaldum 12' Toivonen 59' Strootman 87' | Cronica | Damari 10' Tamuz 33', 47' |

| Rapid București | 1 – 3   | Hapoel Tel Aviv                          |
| --------------- | ------- | ---------------------------------------- |
| Deac 43' (pen.) | Cronica | Igiebor 12' Tamuz 39' (pen.) Tuama 45+1' |

| Legia Varșovia | 0 – 3   | PSV Eindhoven                                     |
| -------------- | ------- | ------------------------------------------------- |
|                | Cronica | Żewłakow 32' (o.g.) Mertens 59' (pen.) Labyad 68' |

| Hapoel Tel Aviv     | 2 – 0   | Legia Varșovia |
| ------------------- | ------- | -------------- |
| Tuama 33' Yadin 76' | Cronica |                |

| PSV Eindhoven          | 2 – 1   | Rapid București |
| ---------------------- | ------- | --------------- |
| Manolev 75' Matavž 79' | Cronica | Pancu 90+2'     |

Notes
- Notă 1: Rapid București au jucat meciurle de acasă pe Arena Națională, București deoarece au părăsit Stadionul Giulești-Valentin Stănescu înante de începerea sezonului.

### Grupa D
| Echipa      | M | V | E | Î | GM | GP | G  | Pct |
| ----------- | - | - | - | - | -- | -- | -- | --- |
| Sporting CP | 6 | 4 | 0 | 2 | 8  | 4  | +4 | 12  |
| Lazio       | 6 | 2 | 3 | 1 | 7  | 5  | +2 | 9   |
| Vaslui      | 6 | 1 | 3 | 2 | 5  | 8  | −3 | 6   |
| Zürich      | 6 | 1 | 2 | 3 | 5  | 8  | −3 | 5   |

| Zürich | 0 – 2   | Sporting CP                  |
| ------ | ------- | ---------------------------- |
|        | Cronica | Insúa 4' Van Wolfswinkel 21' |

| Lazio                       | 2 – 2   | Vaslui                 |
| --------------------------- | ------- | ---------------------- |
| Cissé 35' (pen.) Sculli 71' | Cronica | Wesley 59', 63' (pen.) |

| Vaslui                           | 2 – 2   | Zürich                   |
| -------------------------------- | ------- | ------------------------ |
| Wesley 62' (pen.) Temwanjera 77' | Cronica | Alphonse 32' Mehmedi 78' |

| Sporting CP                     | 2 – 1   | Lazio     |
| ------------------------------- | ------- | --------- |
| Van Wolfswinkel 21' Insúa 45+2' | Cronica | Klose 40' |

| Sporting CP              | 2 – 0   | Vaslui |
| ------------------------ | ------- | ------ |
| Evaldo 43' Fernández 70' | Cronica |        |

| Zürich    | 1 – 1   | Lazio      |
| --------- | ------- | ---------- |
| Nikci 23' | Cronica | Sculli 22' |

| Vaslui   | 1 – 0   | Sporting CP |
| -------- | ------- | ----------- |
| Zmeu 30' | Cronica |             |

| Lazio       | 1 – 0   | Zürich |
| ----------- | ------- | ------ |
| Brocchi 62' | Cronica |        |

| Sporting CP                     | 2 – 0   | Zürich |
| ------------------------------- | ------- | ------ |
| Van Wolfswinkel 15' Bojinov 58' | Cronica |        |

| Vaslui | 0 – 0   | Lazio |
| ------ | ------- | ----- |
|        | Cronica |       |

| Zürich                 | 2 – 0   | Vaslui |
| ---------------------- | ------- | ------ |
| Margairaz 69' Buff 90' | Cronica |        |

| Lazio                | 2 – 0   | Sporting CP |
| -------------------- | ------- | ----------- |
| Kozák 42' Sculli 55' | Cronica |             |

Notes
- Notă 2: Vaslui au jucat meciurle de acasă pe  Stadionul Ceahlăul, Piatra Neamț deoarece Stadionul Municipal nu respecta criteriile UEFA.

### GrupaE
| Echipa           | M | V | E | Î | GM | GP | G  | Pct |
| ---------------- | - | - | - | - | -- | -- | -- | --- |
| Beșiktaș         | 6 | 4 | 0 | 2 | 13 | 7  | +6 | 12  |
| Stoke City       | 6 | 3 | 2 | 1 | 10 | 7  | +3 | 11  |
| Dynamo Kiev      | 6 | 1 | 4 | 1 | 7  | 7  | 0  | 7   |
| Maccabi Tel Aviv | 6 | 0 | 2 | 4 | 8  | 17 | −9 | 2   |

| Dynamo Kiev     | 1 – 1   | Stoke City |
| --------------- | ------- | ---------- |
| Vukojević 90+1' | Cronica | JeRoma 55' |

| Beșiktaș                                        | 5 – 1   | Maccabi Tel Aviv |
| ----------------------------------------------- | ------- | ---------------- |
| Almeida 3', 28' Aurélio 51' Korkmaz 53' Edú 88' | Cronica | Kahat 48'        |

| Maccabi Tel Aviv | 1 – 1   | Dynamo Kiev |
| ---------------- | ------- | ----------- |
| Micha 44'        | Cronica | Brown 9'    |

| Stoke City                    | 2 – 1   | Beșiktaș    |
| ----------------------------- | ------- | ----------- |
| Crouch 15' Walters 78' (pen.) | Cronica | Hilbert 14' |

| Stoke City                       | 3 – 0   | Maccabi Tel Aviv |
| -------------------------------- | ------- | ---------------- |
| Jones 12' JeRoma 24' Shotton 32' | Cronica |                  |

| Dynamo Kiev   | 1 – 0   | Beșiktaș |
| ------------- | ------- | -------- |
| Harmash 90+4' | Cronica |          |

| Maccabi Tel Aviv | 1 – 2   | Stoke City               |
| ---------------- | ------- | ------------------------ |
| Colautti 90'     | Cronica | Whitehead 51' Crouch 64' |

| Beșiktaș    | 1 – 0   | Dynamo Kiev |
| ----------- | ------- | ----------- |
| Korkmaz 68' | Cronica |             |

| Stoke City | 1 – 1   | Dynamo Kiev      |
| ---------- | ------- | ---------------- |
| Jones 81'  | Cronica | Upson 27' (o.g.) |

| Maccabi Tel Aviv     | 2 – 3   | Beșiktaș                          |
| -------------------- | ------- | --------------------------------- |
| Yeini 59' Lugasi 70' | Cronica | Quaresma 45+1', 90+2' Toraman 47' |

| Dynamo Kiev                     | 3 – 3   | Maccabi Tel Aviv              |
| ------------------------------- | ------- | ----------------------------- |
| Yeini 12' (o.g.) Gusev 17', 80' | Cronica | Vered 49' Atar 62' Dabour 75' |

| Beșiktaș                                  | 3 – 1   | Stoke City |
| ----------------------------------------- | ------- | ---------- |
| Fernandes 59' (pen.) Pektemek 74' Edu 82' | Cronica | Fuller 29' |

### Grupa F
| Echipa              | M | V | E | Î | GM | GP | G  | Pct |
| ------------------- | - | - | - | - | -- | -- | -- | --- |
| Athletic Bilbao     | 6 | 4 | 1 | 1 | 11 | 8  | +3 | 13  |
| Red Bull Salzburg   | 6 | 3 | 1 | 2 | 11 | 8  | +3 | 10  |
| Paris Saint-Germain | 6 | 3 | 1 | 2 | 8  | 7  | +1 | 10  |
| Slovan Bratislava   | 6 | 0 | 1 | 5 | 4  | 11 | −7 | 1   |

Criterii de departajare
- Red Bull Salzburg și Paris Saint-Germain  au fost departajate după rezultatele înregistrate în meciurile directe.

| Echipa              | M | V | E | Î | GM | GP | G | Pct |   |
| ------------------- | - | - | - | - | -- | -- | - | --- | - |
| Red Bull Salzburg   | 2 | 1 | 0 | 1 | 3  | 3  | 0 | 1   | 3 |
| Paris Saint-Germain | 2 | 1 | 0 | 1 | 3  | 3  | 0 | 0   | 3 |

| Slovan Bratislava | 1 – 2   | Athletic Bilbao         |
| ----------------- | ------- | ----------------------- |
| Guédé 34'         | Cronica | Susaeta 13' Muniain 40' |

| Paris Saint-Germain                  | 3 – 1   | Red Bull Salzburg |
| ------------------------------------ | ------- | ----------------- |
| Nenê 35' (pen.) Bodmer 44' Ménez 67' | Cronica | Sekagya 87'       |

| Red Bull Salzburg                    | 3 – 0   | Slovan Bratislava |
| ------------------------------------ | ------- | ----------------- |
| Leonardo 60' Zárate 76' Švento 90+5' | Cronica |                   |

| Athletic Bilbao             | 2 – 0   | Paris Saint-Germain |
| --------------------------- | ------- | ------------------- |
| Gabilondo 20' Susaeta 45+1' | Cronica |                     |

| Athletic Bilbao                 | 2 – 2   | Red Bull Salzburg        |
| ------------------------------- | ------- | ------------------------ |
| Llorente 69' (pen.), 75' (pen.) | Cronica | Wallner 30' Leonardo 36' |

{div id="Sporting CP v Lazio"/>
| Slovan Bratislava | 0 – 0   | Paris Saint-Germain |
| ----------------- | ------- | ------------------- |
|                   | Cronica |                     |

| Red Bull Salzburg | 0 – 1   | Athletic Bilbao |
| ----------------- | ------- | --------------- |
|                   | Cronica | Herrera 37'     |

| Paris Saint-Germain | 1 – 0   | Slovan Bratislava |
| ------------------- | ------- | ----------------- |
| Pastore 63'         | Cronica |                   |

| Athletic Bilbao           | 2 – 1   | Slovan Bratislava |
| ------------------------- | ------- | ----------------- |
| de Marcos 15' Susaeta 75' | Cronica | Šebo 39'          |

| Red Bull Salzburg          | 2 – 0   | Paris Saint-Germain |
| -------------------------- | ------- | ------------------- |
| Jantscher 20' Švento 90+4' | Cronica |                     |

| Slovan Bratislava | 2 – 3   | Red Bull Salzburg                                |
| ----------------- | ------- | ------------------------------------------------ |
| Lačný 3', 6'      | Cronica | Jantscher 19' (pen.) Leonardo 24' Had 52' (o.g.) |

| Paris Saint-Germain                                       | 4 – 2   | Athletic Bilbao         |
| --------------------------------------------------------- | ------- | ----------------------- |
| Pastore 21' Bodmer 41' Pérez 85' (o.g.) Hoarau 90' (pen.) | Cronica | Aurtenetxe 3' López 55' |

### GrupaG
| Echipa           | M | V | E | Î | GM | GP | G   | Pct |
| ---------------- | - | - | - | - | -- | -- | --- | --- |
| Metalist Kharkiv | 6 | 4 | 2 | 0 | 15 | 6  | +9  | 14  |
| AZ               | 6 | 1 | 5 | 0 | 10 | 7  | +3  | 8   |
| Austria Wien     | 6 | 2 | 2 | 2 | 10 | 11 | −1  | 8   |
| Malmö FF         | 6 | 0 | 1 | 5 | 4  | 15 | −11 | 1   |

Criterii de departajare
- AZ și Austria Wien au fost departajate de golaverajul mai bun în meciurile din grupă al AZ.

| Echipa       | M | V | E | Î | GM | GP | G | Pct |   |
| ------------ | - | - | - | - | -- | -- | - | --- | - |
| AZ           | 2 | 0 | 2 | 0 | 4  | 4  | 0 | 2   | 2 |
| Austria Wien | 2 | 0 | 2 | 0 | 4  | 4  | 0 | 2   | 2 |

| AZ                                               | 4 – 1   | Malmö FF           |
| ------------------------------------------------ | ------- | ------------------ |
| Altidore 21' Elm 32' (pen.) Maher 39' Holman 49' | Cronica | Larsson 72' (pen.) |

| Austria Wien | 1 – 2   | Metalist Kharkiv            |
| ------------ | ------- | --------------------------- |
| Jun 7'       | Cronica | Gueye 56' Xavier 79' (pen.) |

| Metalist Kharkiv | 1 – 1   | AZ           |
| ---------------- | ------- | ------------ |
| Taison 76'       | Cronica | Altidore 26' |

| Malmö FF    | 1 – 2   | Austria Wien                 |
| ----------- | ------- | ---------------------------- |
| Ranégie 82' | Cronica | Barazite 17' A. Grünwald 36' |

| Malmö FF  | 1 – 4   | Metalist Kharkiv                               |
| --------- | ------- | ---------------------------------------------- |
| Hamad 22' | Cronica | Cristaldo 32' Fininho 45' Edmar 57' Devich 73' |

| AZ                              | 2 – 2   | Austria Wien                    |
| ------------------------------- | ------- | ------------------------------- |
| Hlinka 80' (o.g.) Wernbloom 83' | Cronica | Marcellis 19' (o.g.) Gorgon 29' |

| Metalist Kharkiv            | 3 – 1   | Malmö FF    |
| --------------------------- | ------- | ----------- |
| Taison 46', 56' Fininho 90' | Cronica | Ranégie 66' |

| Austria Wien                | 2 – 2   | AZ                           |
| --------------------------- | ------- | ---------------------------- |
| Ortlechner 58' Barazite 60' | Cronica | Elm 19' (pen.) Wernbloom 44' |

| Malmö FF | 0 – 0   | AZ |
| -------- | ------- | -- |
|          | Cronica |    |

| Metalist Kharkiv                        | 4 – 1   | Austria Wien |
| --------------------------------------- | ------- | ------------ |
| Devich 16' Edmar 40' Gueye 60' Sosa 90' | Cronica | Mader 19'    |

| AZ        | 1 – 1   | Metalist Kharkiv |
| --------- | ------- | ---------------- |
| Maher 37' | Cronica | Devich 37'       |

| Austria Wien            | 2 – 0   | Malmö FF |
| ----------------------- | ------- | -------- |
| Liendl 62' Barazite 80' | Cronica |          |

### Grupa H
| Echipa          | M | V | E | Î | GM | GP | G  | Pct |
| --------------- | - | - | - | - | -- | -- | -- | --- |
| Club Brugge     | 6 | 3 | 2 | 1 | 12 | 9  | +3 | 11  |
| Braga           | 6 | 3 | 2 | 1 | 12 | 6  | +6 | 11  |
| Birmingham City | 6 | 3 | 1 | 2 | 8  | 8  | 0  | 10  |
| Maribor         | 6 | 0 | 1 | 5 | 6  | 15 | −9 | 1   |

Criterii de departajare
- Club Brugge & Braga sunt clasate după înregistrările lor, după cum se arată mai jos.

| Echipa      | M | V | E | Î | GM | GP | G  | Pct |
| ----------- | - | - | - | - | -- | -- | -- | --- |
| Club Brugge | 2 | 1 | 1 | 0 | 3  | 2  | +1 | 4   |
| Braga       | 2 | 0 | 1 | 1 | 2  | 3  | −1 | 1   |

| Club Brugge          | 2 – 0   | Maribor |
| -------------------- | ------- | ------- |
| Odjidja 7' Dirar 24' | Cronica |         |

| Birmingham City | 1 – 3   | Braga                    |
| --------------- | ------- | ------------------------ |
| King 71'        | Cronica | Barbosa 6', 88' Lima 59' |

| Braga       | 1 – 2   | Club Brugge           |
| ----------- | ------- | --------------------- |
| Barbosa 53' | Cronica | Akpala 71' Donk 90+1' |

| Maribor   | 1 – 2   | Birmingham City       |
| --------- | ------- | --------------------- |
| Volaš 29' | Cronica | Burke 64' Elliott 79' |

| Maribor     | 1 – 1   | Braga        |
| ----------- | ------- | ------------ |
| Ibraimi 14' | Cronica | Elderson 44' |

| Club Brugge | 1 – 2   | Birmingham City       |
| ----------- | ------- | --------------------- |
| Akpala 3'   | Cronica | Murphy 26' Wood 90+9' |

| Braga                                                        | 5 – 1   | Maribor   |
| ------------------------------------------------------------ | ------- | --------- |
| Lima 4' Alan 7' Elderson 38' Paulo Vinícius 85' Mérida 90+1' | Cronica | Volaš 62' |

| Birmingham City                | 2 – 2   | Club Brugge            |
| ------------------------------ | ------- | ---------------------- |
| Beausejour 55' King 74' (pen.) | Cronica | Meunier 39' Akpala 44' |

| Maribor                        | 3 – 4   | Club Brugge                        |
| ------------------------------ | ------- | ---------------------------------- |
| Volaš 11', 68' Donk 51' (o.g.) | Cronica | Dirar 74', 77' Akpala 82' Donk 90' |

| Braga     | 1 – 0   | Birmingham City |
| --------- | ------- | --------------- |
| Viana 51' | Cronica |                 |

| Club Brugge   | 1 – 1   | Braga       |
| ------------- | ------- | ----------- |
| Vleminckx 50' | Cronica | Ewerton 65' |

| Birmingham City | 1 – 0   | Maribor |
| --------------- | ------- | ------- |
| Rooney 24'      | Cronica |         |

### Grupa I
| Echipa          | M | V | E | Î | GM | GP | G  | Pct |
| --------------- | - | - | - | - | -- | -- | -- | --- |
| Atlético Madrid | 6 | 4 | 1 | 1 | 11 | 4  | +7 | 13  |
| Udinese         | 6 | 2 | 3 | 1 | 6  | 7  | −1 | 9   |
| Celtic          | 6 | 1 | 3 | 2 | 6  | 7  | −1 | 6   |
| Rennes          | 6 | 0 | 3 | 3 | 5  | 10 | −5 | 3   |

| Udinese                  | 2 – 1   | Rennes    |
| ------------------------ | ------- | --------- |
| Di Natale 39' Armero 83' | Cronica | Hadji 18' |

| Atlético Madrid     | 2 – 0   | Celtic |
| ------------------- | ------- | ------ |
| Falcao 3' Diego 68' | Cronica |        |

| Celtic                  | 1 – 1   | Udinese         |
| ----------------------- | ------- | --------------- |
| Ki Sung-Yueng 3' (pen.) | Cronica | Abdi 88' (pen.) |

| Rennes      | 1 – 1   | Atlético Madrid |
| ----------- | ------- | --------------- |
| Montaño 55' | Cronica | Juanfran 86'    |

| Rennes               | 1 – 1   | Celtic     |
| -------------------- | ------- | ---------- |
| Cha Du-Ri 30' (o.g.) | Cronica | Ledley 70' |

| Udinese                        | 2 – 0   | Atlético Madrid |
| ------------------------------ | ------- | --------------- |
| Benatia 88' Floro Flores 90+3' | Cronica |                 |

| Celtic                     | 3 – 1   | Rennes     |
| -------------------------- | ------- | ---------- |
| Stokes 30', 43' Hooper 82' | Cronica | Mangane 2' |

| Atlético Madrid                     | 4 – 0   | Udinese |
| ----------------------------------- | ------- | ------- |
| Adrián 6', 12' Diego 36' Falcao 67' | Cronica |         |

| Rennes | 0 – 0   | Udinese |
| ------ | ------- | ------- |
|        | Cronica |         |

| Celtic | 0 – 1   | Atlético Madrid |
| ------ | ------- | --------------- |
|        | Cronica | Arda 30'        |

| Udinese         | 1 – 1   | Celtic     |
| --------------- | ------- | ---------- |
| Di Natale 45+1' | Cronica | Hooper 29' |

| Atlético Madrid                          | 3 – 1   | Rennes       |
| ---------------------------------------- | ------- | ------------ |
| Falcao 38' (pen.) Domínguez 43' Arda 79' | Cronica | Mandjeck 86' |

### Grupa J
| Echipa           | M | V | E | Î | GM | GP | G   | Pct |
| ---------------- | - | - | - | - | -- | -- | --- | --- |
| Schalke 04       | 6 | 4 | 2 | 0 | 13 | 2  | +11 | 14  |
| Steaua București | 6 | 2 | 2 | 2 | 9  | 11 | −2  | 8   |
| Maccabi Haifa    | 6 | 2 | 0 | 4 | 10 | 12 | −2  | 6   |
| AEK Larnaca      | 6 | 1 | 2 | 3 | 4  | 11 | −7  | 5   |

| Maccabi Haifa | 1 – 0   | AEK Larnaca |
| ------------- | ------- | ----------- |
| Ghadir 54'    | Cronica |             |

| Steaua București | 0 – 0   | Schalke 04 |
| ---------------- | ------- | ---------- |
|                  | Cronica |            |

| Schalke 04               | 3 – 1   | Maccabi Haifa |
| ------------------------ | ------- | ------------- |
| Fuchs 8', 66' Jurado 82' | Cronica | Vered 35'     |

| AEK Larnaca   | 1 – 1   | Steaua București |
| ------------- | ------- | ---------------- |
| Mrdaković 59' | Cronica | M. Costea 65'    |

| AEK Larnaca | 0 – 5   | Schalke 04                                            |
| ----------- | ------- | ----------------------------------------------------- |
|             | Cronica | Holtby 23' Huntelaar 35', 88' Höwedes 40' Draxler 87' |

| Maccabi Haifa                                          | 5 – 0   | Steaua București |
| ------------------------------------------------------ | ------- | ---------------- |
| Amashe 10', 20' Katan 38' (pen.) Twatiha 72' Vered 79' | Cronica |                  |

| Schalke 04 | 0 – 0   | AEK Larnaca |
| ---------- | ------- | ----------- |
|            | Cronica |             |

| Steaua București                          | 4 – 2   | Maccabi Haifa          |
| ----------------------------------------- | ------- | ---------------------- |
| L. Tatu 13' F. Costea 28' Tănase 64', 84' | Cronica | Meshumar 36' Katan 40' |

| AEK Larnaca                    | 2 – 1   | Maccabi Haifa |
| ------------------------------ | ------- | ------------- |
| Gonzalo García 14' Pintado 51' | Cronica | Buljat 75'    |

| Schalke 04                | 2 – 1   | Steaua București |
| ------------------------- | ------- | ---------------- |
| Papadopoulos 25' Raúl 57' | Cronica | Rusescu 33'      |

| Maccabi Haifa | 0 – 3   | Schalke 04                               |
| ------------- | ------- | ---------------------------------------- |
|               | Cronica | Buljat 7' (o.g.) Marica 84' Wiegel 90+2' |

| Steaua București                    | 3 – 1   | AEK Larnaca |
| ----------------------------------- | ------- | ----------- |
| Rusescu 55' (pen.) Nikolić 70', 85' | Cronica | Pintado 61' |

Notes
- Notă 3: Steaua București au jucat meciurle de acasă pe  Arena Națională, București deoarece a părăsit Stadionul Steaua înainte de începerea sezonului. Meciu cu Schalke 04 a fost mutat pe Stadionul Dr. Constantin Rădulescu, Cluj-Napoca meciul Romania - Franța a deteriorat gazonul de pe Arenă Națională.[115]
- Notă 4: AEK Larnaca a jucat meciurle de acasă pe Stadionul GSP, Nicosia deoarece Stadionul GSZ nu respecta crieriile UEFA.

### Grupa K
| Echipa         | M | V | E | Î | GM | GP | G  | Pct |
| -------------- | - | - | - | - | -- | -- | -- | --- |
| Twente         | 6 | 4 | 1 | 1 | 14 | 7  | +7 | 13  |
| Wisła Cracovia | 6 | 3 | 0 | 3 | 8  | 13 | −5 | 9   |
| Fulham         | 6 | 2 | 2 | 2 | 9  | 6  | +3 | 8   |
| Odense         | 6 | 1 | 1 | 4 | 9  | 14 | −5 | 4   |

| Wisła Cracovia | 1 – 3   | Odense                             |
| -------------- | ------- | ---------------------------------- |
| Kirm 54'       | Cronica | Johansson 35' Utaka 80' Falk 90+2' |

| Fulham      | 1 – 1   | Twente      |
| ----------- | ------- | ----------- |
| Johnson 19' | Cronica | De Jong 40' |

| Twente                                   | 4 – 1   | Wisła Cracovia |
| ---------------------------------------- | ------- | -------------- |
| De Jong 32' Janko 45+1', 57' Janssen 80' | Cronica | Biton 9'       |

| Odense | 0 – 2   | Fulham           |
| ------ | ------- | ---------------- |
|        | Cronica | Johnson 36', 88' |

| Odense   | 1 – 4   | Twente                                       |
| -------- | ------- | -------------------------------------------- |
| Fall 71' | Cronica | Brama 13' Bajrami 31' Chadli 65' De Jong 82' |

| Wisła Cracovia | 1 – 0   | Fulham |
| -------------- | ------- | ------ |
| Biton 60'      | Cronica |        |

| Twente                                | 3 – 2   | Odense        |
| ------------------------------------- | ------- | ------------- |
| Høegh 35' (o.g.) Landzaat 37' Fer 82' | Cronica | Fall 11', 62' |

| Fulham                               | 4 – 1   | Wisła Cracovia |
| ------------------------------------ | ------- | -------------- |
| Duff 5' Johnson 30', 57' Sidwell 79' | Cronica | Kirm 9'        |

| Odense   | 1 – 2   | Wisła Cracovia        |
| -------- | ------- | --------------------- |
| Falk 51' | Cronica | Biton 20' Małecki 28' |

| Twente    | 1 – 0   | Fulham |
| --------- | ------- | ------ |
| Janko 89' | Cronica |        |

| Wisła Cracovia         | 2 – 1   | Twente      |
| ---------------------- | ------- | ----------- |
| Garguła 12' Genkov 46' | Cronica | de Jong 40' |

| Fulham               | 2 – 2   | Odense                   |
| -------------------- | ------- | ------------------------ |
| Dempsey 27' Frei 31' | Cronica | Andreasen 64' Fall 90+3' |

### Grupa L
| Echipa            | M | V | E | Î | GM | GP | G   | Pct |
| ----------------- | - | - | - | - | -- | -- | --- | --- |
| Anderlecht        | 6 | 6 | 0 | 0 | 18 | 5  | +13 | 18  |
| Lokomotiv Moscova | 6 | 4 | 0 | 2 | 14 | 11 | +3  | 12  |
| AEK Atena         | 6 | 1 | 0 | 5 | 8  | 15 | −7  | 3   |
| Sturm Graz        | 6 | 1 | 0 | 5 | 5  | 14 | −9  | 3   |

Criterii de departajare
- AEK Atena și Sturm Graz au fost departajate după rezultatele înregistrate în meciurile directe.

| Echipa     | M | V | E | Î | GM | GP | G  | Pct |
| ---------- | - | - | - | - | -- | -- | -- | --- |
| AEK Atena  | 2 | 1 | 0 | 1 | 4  | 3  | +1 | 3   |
| Sturm Graz | 2 | 1 | 0 | 1 | 3  | 4  | −1 | 3   |

| Sturm Graz  | 1 – 2   | Lokomotiv Moscova     |
| ----------- | ------- | --------------------- |
| Szabics 14' | Cronica | Obinna 28' Sychev 29' |

| Anderlecht                         | 4 – 1   | AEK Atena    |
| ---------------------------------- | ------- | ------------ |
| Suárez 16', 40', 84' Jovanović 33' | Cronica | Leonardo 36' |

| Lokomotiv Moscova | 0 – 2   | Anderlecht             |
| ----------------- | ------- | ---------------------- |
|                   | Cronica | Suárez 11' Mbokani 71' |

| AEK Atena            | 1 – 2   | Sturm Graz                 |
| -------------------- | ------- | -------------------------- |
| Standfest 50' (o.g.) | Cronica | Burgstaller 87' Haas 90+2' |

| Lokomotiv Moscova                    | 3 – 1   | AEK Atena   |
| ------------------------------------ | ------- | ----------- |
| Sychev 47', 71' (pen.) Caicedo 90+3' | Cronica | Sialmas 89' |

| Sturm Graz | 0 – 2   | Anderlecht            |
| ---------- | ------- | --------------------- |
|            | Cronica | Gillet 66' Suárez 75' |

| AEK Atena           | 1 – 3   | Lokomotiv Moscova                     |
| ------------------- | ------- | ------------------------------------- |
| Leonardo 61' (pen.) | Cronica | Glushakov 50' Maicon 72' Ignatyev 80' |

| Anderlecht                          | 3 – 0   | Sturm Graz |
| ----------------------------------- | ------- | ---------- |
| Gillet 23' Suárez 74' De Sutter 81' | Cronica |            |

| Lokomotiv Moscova                          | 3 – 1   | Sturm Graz |
| ------------------------------------------ | ------- | ---------- |
| Maicon 62' Sychev 72' (pen.) Glushakov 89' | Cronica | Kainz 63'  |

| AEK Atena   | 1 – 2   | Anderlecht     |
| ----------- | ------- | -------------- |
| Sialmas 19' | Cronica | Gillet 4', 36' |

| Sturm Graz | 1 – 3   | AEK Atena                            |
| ---------- | ------- | ------------------------------------ |
| Kainz 59'  | Cronica | Manolas 10' Burns 43' Klonaridis 77' |

| Anderlecht                                                     | 5 – 3   | Lokomotiv Moscova                   |
| -------------------------------------------------------------- | ------- | ----------------------------------- |
| Kljestan 33' Fernando 39' Wasilewski 57' Suárez 61' Gillet 78' | Cronica | Ignatyev 21' Sychev 69' (pen.), 89' |